# Na południe od Jawy
Na południe od Jawy (ang. South by Java Head) – trzecia powieść szkockiego pisarza Alistaira MacLeana, opublikowana w 1958.

## Treść
Akcja toczy się podczas II wojny światowej w lutym 1942 roku. Bitwa o Singapur kończy się upadkiem brytyjskiej twierdzy zaatakowanej przez japońskie wojska. Grupa alianckich żołnierzy, pielęgniarek i cywili musi uciekać na południe. Nie chodzi jednak jedynie o ratowanie życia, niektórzy mają za zadanie przewieźć tajne plany japońskiej inwazji na Australię. Uciekinierzy dostają się na statek Kerry Dancer. Statek zostaje zniszczony przez Japończyków, ale załoga zostaje uratowana przez tankowiec Viroma. Jednak również z tego okrętu muszą uciekać szalupami na południe. Załoga, dowodzona przez oficera Nicholsona, nie tylko ucieka przed wrogim wojskiem, ale też walczy o życie przy ograniczonych zasobach żywności i trudnych warunkach równikowych.